# 尚比亞國家奧林匹克委員會
贊比亞國家奧林匹克委員會（National Olympic Committee of Zambia）是贊比亞的國家奧林匹克委員會。該組織成立於1964年，是國際奧林匹克委員會和非洲國家奧林匹克委員會聯合會的成員。1968年，首次以贊比亞的名義參加在墨西哥城舉辦的夏季奧運會。
現時，贊比亞國家奧林匹克委員會圠總部設在首都盧薩卡，主席是Ms Miriam C. Moyo。 

## 資料來源
1. ↑  .   [2014-05-12]. （原始内容存档于2016-06-22）.